# Frederiksberg
Frederiksberg este un oraș în Danemarca.